# Сами Фрашери
Сами Фрашери (алб. Sami bey Frashëri, тур. Semseddin Sami; Фрашер, 1. јун 1850 — Истанбул, 18. јун 1904) је био филолог, драмски писац, књижевник и аутор речника.

## Породица и образовање
Сами Фрашери је рођен у селу Фрашер. Потиче из породице османских властелина. Отац му је био Халид-бег Фрашери а мајка Емина, која је била потомак султана Бајазита II а ћерка Имрахор Илијас-бега. Док је још био дете умрли су му и отац (1859) и мајка (1861). Сами се са својом браћом преселио у Јањину у којој је за седам година завршио осмогодишњу Зосимаја школу на грчком језику. У Зосимаја школи Сами је научио грчки, италијански и француски језик. Истовремено је похађао приватне часове арапског и персијског језика.

## Каријера
После завршене Зосимаја школе Сами је отишао у Истанбул у којем је почео да пише текстове у новинама под називом Hadika (срп. башта).

## Спољашњи везе
- Текст о Самију Фрашерију на сајту о албанској историји из књиге Роберта Елсија „Текстови и документи о албанској историји“